# Urandicarbid
Urandicarbid (auch Urandikarbid) ist eine chemische Verbindung aus der Gruppe der Urancarbide.

## Gewinnung und Darstellung
Urandicarbid kann durch Reaktion von reinstem Uran(IV)-oxid oder Uran(V,VI)-oxid mit reinstem Graphit im Vakuum bei Temperaturen zwischen 1800 °C und 2400 °C gewonnen werden. Zur Herstellung keramischer Formkörper (z. B. Reaktorpellets) verpresst man die Ausgangsstoffe und sintert bei 2250 °C. Die stöchiometrische Zusammensetzung wird bei den Synthesen gewöhnlich nicht ganz erreicht. Normalerweise erhält man Präparate mit der Zusammensetzung UC1,85 bis UC1,9.
{\displaystyle {\ce {UO2 + 4 C -> UC2 + 2 CO}}}
{\displaystyle {\ce {U3O8 + 14 C -> 3 UC2 + 8 CO}}}
Die Reaktion eines stöchiometrischen Gemisches von Uran und Kohlenstoff bei 2400 °C liefert nur ein Reaktionsprodukt mit der Zusammensetzung UC1,85 bis UC1,94. Die Stöchiometrie UC2 wird nicht erreicht.
{\displaystyle {\ce {U + 2 C -> UC2}}}
Bei der Herstellung ist zu beachten, dass Urancarbide häufig durch Sauerstoff verunreinigt werden, wodurch Uranoxidcarbid-Mischkristalle UC1−xOx entstehen.

## Eigenschaften
Urandicarbid liegt in Form einer hellgrauen, metallglänzenden kristallinen Masse vor. Sie zerfällt bei Temperaturen unterhalb 1600 °C allmählich in Uranmonocarbid und Kohlenstoff. Urandicarbid reagiert mit heißem Wasser unter Bildung von Wasserstoff, Methan, höheren Paraffinkohlenwasserstoffen und Spuren von Ethin, Kohlenmonoxid und Kohlendioxid. Die Reaktion findet jedoch auch schon bei Raumtemperatur statt. Ähnliche Reaktionen kann man auch bei Reaktion mit Salz- und Schwefelsäure beobachten. Bei Reaktion mit Salpetersäure entstehen keine Kohlenwasserstoff-Verbindungen. Stattdessen wird ein Großteil des Kohlenstoffs in Kohlendioxid umgewandelt. In Ethanol ist Urandicarbid wenig löslich. In Luft oder Sauerstoff entzündet sich die Verbindung bei etwa 400 °C. Ab 1100 °C reagiert sie mit Stickstoff. Urandicarbid  besitzt eine tetragonale Kristallstruktur mit der Raumgruppe I4/mmm (Raumgruppen-Nr. 139) und den Gitterparametern a = 352,7 pm und c = 600,2 pm. Diese Form existiert von Zimmertemperatur bis 1800 °C. Sie wandelt sich oberhalb von 1800 °C in eine kubische Form (a = 548,8 pm) mit der Raumgruppe Fm3m (Raumgruppen-Nr. 225) um. In tetragonalen Urandicarbidkristallen wurde eine Bildung von Spiegelzwillingen beobachtet und als Zwillingsebene die {112}-Ebene gefunden.

## Verwendung
Urancarbide werden in Hochtemperatur- und Brutreaktoren verwendet.
Urandicarbid wurde als Reaktorbrennstoff im Block 1 des  Kernkraftwerk Peach Bottom verwendet. Auch beim Kernkraftwerk THTR-300 auch ein Gemisch aus Urandicarbid und Thoriumdicarbid als Brennstoff verwendet werden.